# Anonthobium
Anonthobium là một chi bọ cánh cứng thuộc họ Scarabaeidae.